# Джон Аддінґтон Сімондз

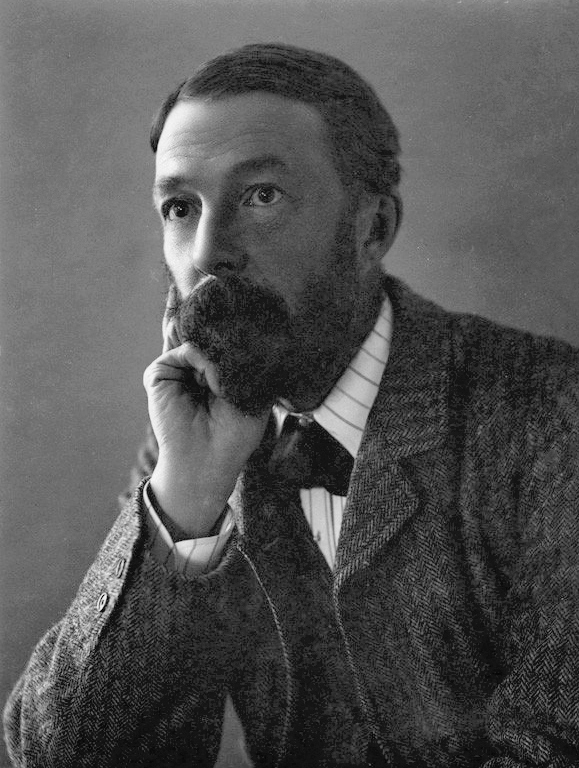
Сімондз. Фото Евелін Теннант

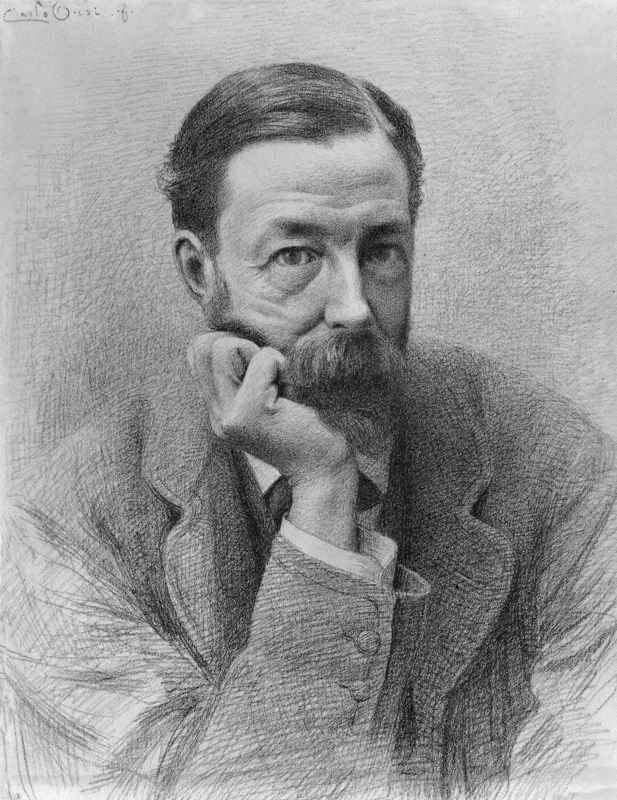
Сімондз. Художник Карло Орсі

Джон Аддінґтон Сімондз молодший (англ. John Addington Symonds, Jr., [ˈsɪməndz]; 5 жовтня 1840 — 19 квітня 1893) — англійський поет і літературний критик. Історик культури, відомий своїми роботами про епоху Відродження, а також численними біографіями письменників і художників. Хоча одружений і мав дітей, Сімондз підтримував чоловіче кохання (гомосексуальність), яке, на його думку, могло включати як педерастичні, так і егалітарні стосунки, називав це l'amour de l'impossible («любов до неможливого»). Він також написав багато віршів, натхненних власними одностатевими романами.

## Біографія

### Раннє життя
Сімондз народився в Бристолі, Англія, 5 жовтня 1840 року. Його батько, лікар Джон Аддінґтон Сімондз старший (1807—1871), був автором книг «Кримінальна відповідальність» (англ. Criminal Responsibility; 1869), «Принципи краси» (англ. The Principles of Beauty; 1857) та «Сон та сни» (англ. Sleep and Dreams). Молодший Сімондз, якого вважали делікатним, після 14 років не брав участі в іграх у школі Герроу, і не виглядало, що кар'єра вченого йому підійде. 1851 року батько купив будинок Кліфтон-Гілл, і його син став там жити з десяти років. Сам Сімондз вважав, що цей переїзд мав великий і благотворний вплив на його здоров'я та духовний розвиток. Делікатний стан Сімондза продовжувався, в дитинстві він страждав від кошмарів, у яких трупи в його ліжку та під ним спонукали до сомнамбулізму; одного разу він ледь не потонув, коли, сновидою дістався до цистерни з дощовою водою на горищі будинку Кліфтон-Гілл. За словами Сімондза, ангел із «блакитними очима та хвилястим світлим волоссям» розбудив його та привів у безпечне місце; ця фігура часто відвідувала сни Сімондза і потенційно була його першим гомосексуальним пробудженням.
У січні 1858 року Сімондз отримав листа від свого друга Альфреда Претора (англ. Alfred Pretor; 1840—1908), який розповів про свій роман із їхнім директором Чарльзом Джоном Воном. Сімондз був шокований і відчув огиду, почуття ускладнювалося його зростаючим усвідомленням власної гомосексуальності. Він не згадував про цей випадок понад року, доки в 1859 році, будучи студентом Оксфордського університету, він не розповів цю історію Джону Конінгтону, професору латинської мови. Конінгтон схвалював романтичні стосунки між чоловіками та хлопцями. Раніше він подарував Сімондзу примірник Ionica, збірки гомоеротичних віршів Вільяма Джонсона Корі, впливового вчителя Ітонського коледжу та прихильника педерастичної педагогіки. Конінгтон заохотив Сімондза розповісти батькові про роман свого друга, у результаті старший Сімондз змусив Вона піти з роботи в Герроу. Претор був розлючений участю хлопця в цьому, і більше ніколи не розмовляв із Сімондзом.
Восени 1858 року Сімондз поступив до коледжу Бейлліол (Оксфорд) як на загальних підставах («простолюдин»), але отримав стипендію наступного року. Навесні того ж року він закохався у Вільяма Фіра Даєра (англ. William Fear Dyer; 1843—1905), бристольського хориста, молодшого на три роки. У них був цнотливий роман, який тривав рік, поки Сімондз не розірвав стосунки. Дружба тривала ще кілька років, принаймні до 1864 року. Даєр став органістом і хормейстером церкви Святого Миколая в Бристолі.
В Оксфордському університеті Сімондз зайнявся навчанням і почав демонструвати свої академічні здібності. У 1860 році він вперше взяв участь у Mods (набір екзаменів) і виграв поетичну премію імені Ньюдегейта з віршем про «Ескоріал»; у 1862 році він отримав перше місце у курсах Literae Humaniores, а в 1863 році виграв у конкурсі «Англійське есе канцлера» (англ. Chancellor's English Essay).
У 1862 році Сімондза обрали членом відкритої стипендії консервативного коледжу Маґдален (Оксфорд). Він подружився з К. Дж. Г. Шортінґом (англ. C. G. H. Shorting), якого взяв приватним учнем. Коли Сімондз відмовився допомогти Шортінґу зі вступом до Маґдален, той написав керівництву школи, стверджуючи, що «я [Сімондз] підтримав його в його пошуках хориста Волтера Томаса Ґолдена (англ. Walter Thomas Goolden; 1848—1901), що я поділяв його звички і схилявся на той самий шлях». Хоча Сімондза офіційно визнали невинним у будь-яких правопорушеннях, він зазнав зриву через стрес і незабаром після цього залишив університет і поїхав до Швейцарії.

### Особисте життя
У Швейцарії він познайомився з Джанет Кетрін Норт (англ. Janet Catherine North; сестрою художниці-ботаніка Маріанни Норт, 1830—1890). Вони одружилися в Гастінгсі 10 листопада 1864 року. Вони оселилися в Лондоні і мали чотирьох доньок: Джанет (народилася 1865), Шарлотта (народилася 1867), Маргарет (Медж) (народилася 1869) і Кетрін (народилася 1875; її пізніше нагороджено за творчість як даму Кетрін Ферс). Едвард Лір написав поему «Сова і киця» для трирічної Джанет.

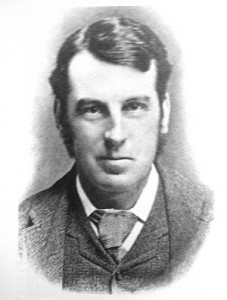
Норман Мур

Перебуваючи в Кліфтоні в 1868 році, Сімондз зустрів і закохався в Нормана Мура (англ. Norman Moor; 10 січня 1851 — 6 березня 1895), юнака, який збирався вступити до Оксфорда, і став його учнем. У Сімондза й Мура був чотирирічний роман, але вони не займалися сексом, хоча, згідно із записом у щоденнику Сімондза від 28 січня 1870 року, «я роздягнув його догола і годував зір, дотик і рот цим [побаченим]». Стосунки займали значну частину його часу, включно з випадком, коли він покинув сім'ю та поїхав до Італії та Швейцарії з Муром. Цей роман також надихнув його найпродуктивніший період створення віршів, опублікованих 1880 році під назвою «Нове і старе: том віршів» (англ. New and Old: A Volume of Verse).

### Кар'єра
Сімондз мав намір вивчати право, але його здоров'я знову підвело і він був змушений подорожувати. Повернувшись до Кліфтона, він читав там лекції як у коледжі, так і в жіночій школі. Зі своїх лекцій він підготував нариси до «Вступу до вивчення Данте» (англ. Introduction to the Study of Dante; 1872) і «Вивчення грецьких поетів» (англ. Studies of the Greek Poets; 1873—1876).
Тим часом Сімондз працював над своєю головною працею «Відродження в Італії» (англ. Renaissance in Italy), яка вийшла в семи томах з інтервалом між 1875 і 1886 роками. Після свого есе про Відродження в Оксфорді, Сімондз хотів глибше вивчити епоху та наголосити на пробудженні мистецтва та літератури в Європі. Його роботу перервала важка хвороба. У 1877 році його життя було під загрозою. Одужавши в Давосі, він повірив, що це єдине місце, де він міг насолоджуватися життям.
Сімондз практично зробив Давос своїм домом, і написав про це в «Наше життя на Швейцарському нагір'ї» (англ. Our Life in the Swiss Highlands; 1891). Сімондз став громадянином міста; брав участь у міських справах, товаришував із селянами, поділяв їхні інтереси. Там він написав більшість своїх книг: біографії Персі Біші Шеллі (1878), Філіпа Сідні (1886), Бена Джонсона (1886) і Мікеланджело (1893), кілька томів поезії та есе, а також переклад «Автобіографія Бенвенуто Челліні» (англ. Autobiography of Benvenuto Cellini; 1887).
Там Сімондз також закінчив своє дослідження епохи Відродження, роботу, завдяки якій його головним чином пам'ятають. Протягом усього життя він був гарячково активним. Враховуючи слабке здоров'я, його продуктивність була надзвичайною. У рік смерті він опублікував дві праці, збірку нарисів «У ключі синього» (англ. In the Key of Blue) та монографію про Волта Вітмена. Його діяльність була безперервною до останнього момента.
Сімондз відчував пристрасть до Італії, і протягом багатьох років проживав восени в будинку свого друга, Гораціо Ф. Брауна, на Дзаттере, у Венеції. У 1891 році він зробив спробу відвідати Карла Генріха Ульріха (англ. Karl Heinrich Ulrichs) в Л'Аквілі. Він помер у Римі і був похований біля могили Персі Біші Шеллі.

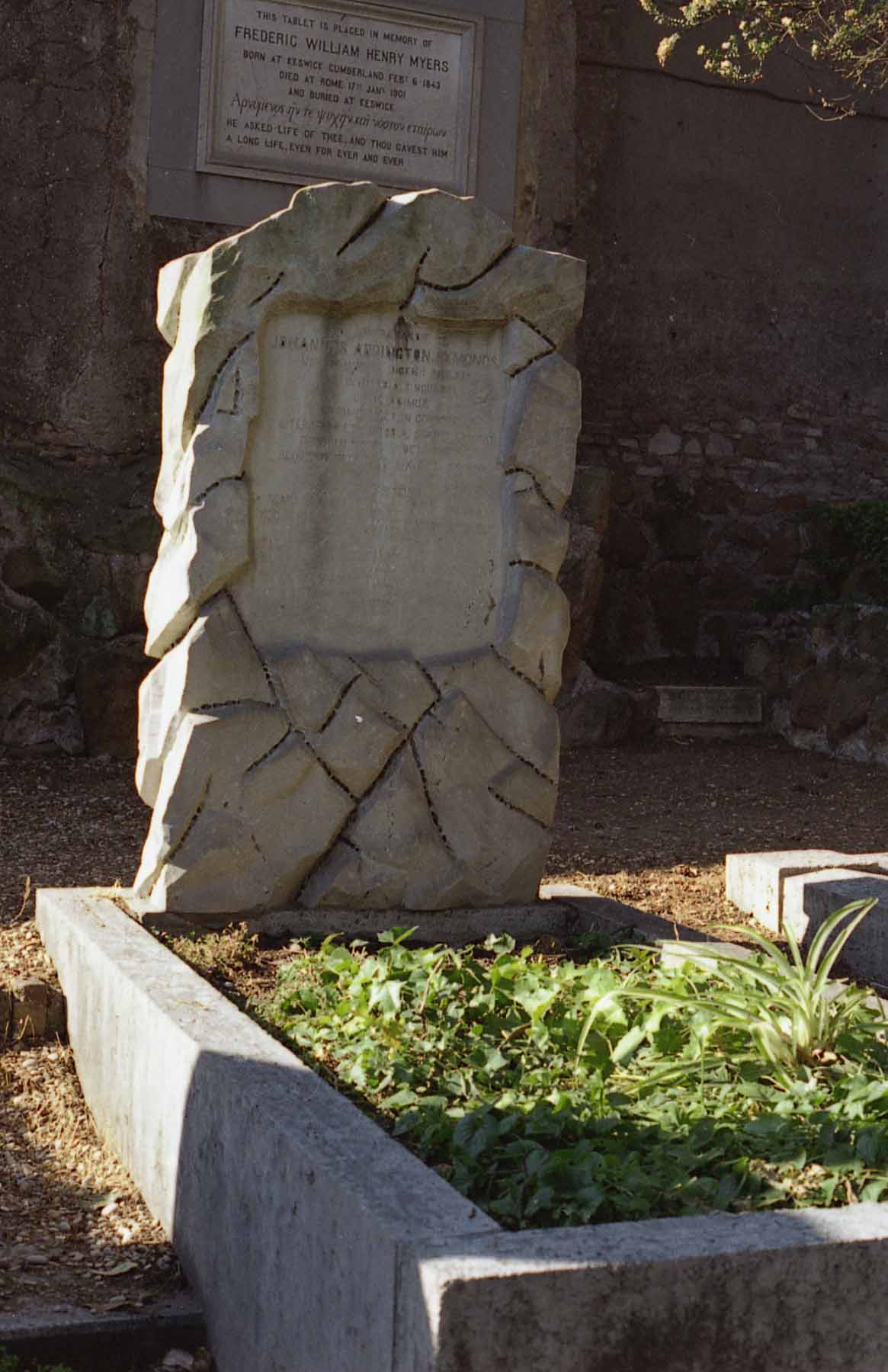
Гробниця Сімондза в Римі

## Спадщина
Сімондз залишив свої документи та свою автобіографію в руках Брауна, який написав відцензуровану біографію в 1895 році, і яку Едмунд Госсе ще більше позбавив гомоеротичного змісту перед публікацією. У 1926 році, отримавши документи Сімондза, Госсе спалив усе, крім мемуарів, на розчарування онуки Сімондза.
Сімондз був хворобливо заглиблений у себе, але мав здатність діяти. У «Розмовах і балакунах» (англ. Talks and Talkers) його сучасник, письменник Роберт Луїс Стівенсон, описав Сімондза (відомого як «Опалштайн» у есе Стівенсона) як «найкращого з балакунів, які оспівують землю та мистецтво, квіти та коштовності, вино та музику, у місячній, серенадній манері, як до легкої гітари». Сімондз був меланхоліком.
Ця сторона його натури розкривається в його гномічній поезії, і особливо в сонетах його Animi Figura (1882). Він із великою тонкістю зобразив власний характер. Можливо, його поезія скоріше поезія студента, ніж натхненного співака, але в ній є моменти глибоких роздумів і емоцій.
Дійсно, саме в уривках і витягах Сімондз виглядає якнайкраще. Багаті описами, сповнені «пурпурової прози», його твори позбавлені гармонії та єдності. Його переклади є одними з найкращих у мові; тут для нього знайшлося завдання, і він зміг розщедритися на нього багатством кольорів і швидкою симпатією, які були його характерними рисами.

### Гомосексуальні твори
1873 року Сімондз написав твір «Проблема грецької етики» (англ. A Problem in Greek Ethics), який пізніше буде названо «історією гомосексуальності». Його надихнула поезія Волта Вітмена, з яким він листувався. Твір, «можливо, найбільш повний панегірик грецькій любові», залишався неопублікованим протягом десяти років, а потім був надрукований спочатку лише обмеженим тиражем для приватного розповсюдження. Хоча «Оксфордський словник англійської мови» приписує письменнику-медику Ч. Ґ. Чаддок введення слова «гомосексуал» в англійську мову в 1892 році, Сімондз уже використовував це слово в «Проблемі грецької етики». Усвідомлюючи табуйовану природу своєї теми, Сімондз у листі до потенційного читача книги побіжно згадав педерастію як «звичай, про який не можна згадувати», але визначив «грецьке кохання» в самому есе як «пристрасне і ентузіастична прихильність, що існує між чоловіком і юнаками, визнана суспільством і захищена думкою, яка, хоча й не була вільна від чуттєвості, не вироджувалась у просту розпусту».
Сімондз вивчав класику під керівництвом Бенджаміна Джоветта в коледжі Бейлліол в Оксфорді, а пізніше працював з Джоветтом над англійським перекладом «Симпозіум» (англ. Symposium) Платона. Джоветт критично ставився до думок Сімондза щодо сексуальності, але коли Сімондза безпідставко звинуватили в розбещенні хористів, Джоветт підтримав його, незважаючи на його власні неоднозначні погляди на відношення еллінізму до сучасних правових і соціальних проблем, які торкалися гомосексуалів.
Сімондз також перекладав класичну поезію на гомоеротичні теми та писав вірші, спираючись на давньогрецькі образи та мову, такі як «Евдіад» (англ. Eudiades), який називають «найвідомішим із його гомоеротичних віршів». У той час як табу вікторіанської Англії заважали Сімондзові відкрито говорити про гомосексуальність, його твори, опубліковані для широкої аудиторії, містили сильний підтекст і були одним із перших прямих посилань на сексуальне кохання між чоловіками в англійській літературі. Наприклад, у «Зустрічі Давида та Йонатана» (англ. The Meeting of David and Jonathan) 1878 року Джонатан бере Давида «У свої обійми сили / [і] в цьому поцілунку / Душа в душу була пов'язана і блаженство до блаженства». Того ж року його переклади сонетів Мікеланджело до коханого художника Томмазо Кавальєрі відновлюють первинні чоловічі займенники, які попередні редактори зробили жіночими. У листопаді 2016 року гомоеротична поема Сімондза «Пісня плавця» (англ. The Song of the Swimmer), написана в 1867 році, була вперше опублікована в «Times Literary Supplement».
Бісексуальність Сімондза стала відкритою таємницею в певних літературних і культурних колах. Його приватні мемуари, написані (але так і не завершені) протягом чотирьох років з 1889 по 1893 роки, складають першу з відомих самосвідомих автобіографій ЛГБТ.
Донька Сімондза, Мадж Вон (англ. Madge Vaughan), ймовірно, була першою одностатевою закоханістю письменниці Вірджинії Вулф, хоча немає жодних доказів того, що це почуття було взаємним. Вулф була двоюрідною сестрою її чоловіка Вільяма В'ямара Вона. Інша донька, Шарлотта Сімондз (англ. Charlotte Symonds), вийшла заміж за класика Волтера Ліфа. Генрі Джеймс використав деякі подробиці життя Сімондза, особливо стосунки між ним і його дружиною, як відправну точку для оповідання «Автор Белтраффіо» (1884).
Через понад сто років після смерті Сімондза, у 2007 році, його перша робота про гомосексуальність, «Солдатська любов і пов'язані матерії» (англ. Soldier Love and Related Matter), була нарешті опублікована Ендрю Дакінзом (англ. Andrew Dakyns; онук соратника Сімондза, Генрі Грема Дакінза) в Істборні, Е. Сассекс, Англія. Робота стала відома як «Soldatenliebe», оскільки була обмежена німецьким виданням. Англійський текст Сімондза втрачено. Цей переклад і редакція Дакінза є єдиною версією, яка коли-небудь з'являлася рідною мовою автора.

## Роботи
- The Renaissance. An Essay (1863)
- Miscellanies by John Addington Symonds, M.D.,: Selected and Edited with an Introductory Memoir, by His Son (1871)
- Introduction to the Study of Dante (1872)
- Studies of the Greek Poets, 2 vol. (1873, 1876)
- Renaissance in Italy, 7 vol. (1875–86)
- Shelley (1878)
- Sketches in Italy and Greece (London, Smith and Elder 1879)
- Sketches and Studies in Italy (London, Smith and Elder 1879)
- Animi Figura (1882)
- Sketches in Italy (Selections prepared by Symonds, arranged, so as to, in his own words in a Prefatory Note, «adapt itself to the use of travellers rather than of students»; Leipzig, Bernhard Tauchnitz 1883)
- A Problem in Greek Ethics (1883)
- Shakspere's Predecessors in the English Drama[31] (1884)[32]
- New Italian Sketches (Bernard Tauchnitz: Leipzig, 1884)
- Wine, Women, and Song. Medieval Latin Students' Songs (1884) English translations/paraphrases.[33]
- Autobiography of Benvenuto Cellini (1887) An English translation.
- A Problem in Modern Ethics (1891)
- Our Life in the Swiss Highlands[34] (1892) (with his daughter Margaret Symonds as coauthor)
- Essays: Speculative and Suggestive (1893)
- In the Key of Blue (1893)
- The Life of Michelangelo Buonarroti (1893)
- Walt Whitman. A Study (1893)

## Виноски
1. 1 2 3  Bibliothèque nationale de France BNF: платформа відкритих даних — 2011.
2. 1 2  Encyclopædia Britannica
3. ↑  Зведений список імен діячів мистецтва — 2013.
4. 1 2  https://www.ebsco.com/research-starters/history/john-addington-symonds
5. ↑  Find a Grave — 1996.
6. 1 2 3 4  Чеська національна авторитетна база даних
7. ↑  Симондс // Малый энциклопедический словарь — 2 — СПб: 1909. — Т. 2.
8. ↑  Симондс, Джон // Энциклопедический словарь — СПб: Брокгауз — Ефрон, 1900. — Т. XXIXа. — С. 931.
9. 1 2 3 4 5 6 7 8  Kindred Britain
10. 1 2  Lundy D. R. The Peerage
11. ↑  McKenna, Neil (2009). The Secret Life of Oscar Wilde. Basic Books. ISBN 9780786734924.
12. 1 2 3 4 5 6 7 8 9  Waugh, 1911.
13. ↑  Kaplan, Morris B. (2012) Sodom on the Thames: Sex, Love, and Scandal in Wilde Times. Cornell University Press. ISBN 0801477921. p. 112
14. ↑  Phyllis Grosskurth (ed.). (1986) The Memoirs of John Addington Symonds, Chicago: University of Chicago Press. ISBN 0226787834. p. 131
15. ↑  Booth, H.J. (2002). Same-sex desire, ethics and double-mindedness: The correspondence of Henry Graham Dakyns, Henry Sidgwick and John Addington Symonds. Journal of European Studies. 32 (125–126): 283—301. doi:10.1177/004724410203212514.
16. ↑  Infopt.demon.co.uk. Архів оригіналу за 24 жовтня 2006. Процитовано 15 листопада 2006.
17. ↑  Schultz, Bart (2004) Henry Sidgwick: Eye of the Universe — An Intellectual Biography. Cambridge University Press. pp. 408—409
18. ↑  Symonds, John Addington. Dictionaryofartistorians.org. Архів оригіналу за 3 жовтня 2006. Процитовано 15 листопада 2006.
19. ↑  Buckton, Oliver S. (1998) Secret Selves: Confession and Same-Sex Desire in Victorian Autobiography. University of North Carolina Press. ISBN 080784702X. p. 95
20. ↑  Infopt.demon.co.uk. Архів оригіналу за 9 листопада 2006. Процитовано 15 листопада 2006.
21. ↑  Katz, Love Stories, pp. 243—244. Katz notes that «Whitman's knowledge of and response to ancient Greek love is the subject for a major study» (p. 381, note 6).
22. ↑  DeJean, Joan (1989). Sex and Philology. Representations. 27 (27): 148—171. doi:10.1525/rep.1989.27.1.99p02997. JSTOR 2928488.
23. ↑  Katz, Love Stories, p. 244. A Problem in Greek Ethics was later published without attribution in Havelock Ellis's Sexual Inversion (1897); see Eric O. Clarke, Virtuous Vice: Homoeroticism and the Public Sphere (Duke University Press, 2000), p. 144.
24. ↑  Katz, Love Stories, p. 262.
25. ↑  As quoted by Pulham, Art and Transitional Object, p. 59, and Anne Hermann, Queering the Moderns: Poses/Portraits/Performances (St. Martin's Press, 2000), p. 148.
26. 1 2  Aldrich, Robert (1993) The Seduction of the Mediterranean: Writing, Art, and Homosexual Fantasy. Routledge. 0415093120. p. 78.
27. ↑  Dowling, Linda (1994) Hellenism and Homosexuality. Cornell University Press. ISBN 0801481708. p. 74, notes that Jowett, in his lectures and introductions, discussed love between men and women when Plato himself had been talking about the Greek love for boys.
28. ↑  Dowling, Linda (1994) Hellenism and Homosexuality. Cornell University Press. ISBN 0801481708. pp. 88, 91.
29. ↑  Regis, Amber (2016). The Private Writing of J.A. Symonds. www.the-tls.co.uk. Процитовано 25 листопада 2016.
30. ↑  Soldier Love and Related Matter translated and edited by Andrew Dakyns.
31. ↑  Shakespere's predecessors in the English drama, by John Addington Symonds. Smith, Elder & co. 1884.
32. ↑  Review of Shakspere's Predecessors in the English Drama by John Addington Symonds. The Quarterly Review. 161: 330—381. October 1885.
33. ↑  Wine, women, and song; mediaeval Latin students' songs now first translated into English verse with an essay. 1884.
34. ↑  Our life in the Swiss highlands. A. and C. Black. 1892.

## Подальше читання
- Phyllis Grosskurth, John Addington Symonds: A Biography (1964)
- Phyllis Grosskurth (ed.), The Memoirs of John Addington Symonds Hutchinson (1984)
- Whitney Davis Queer Beauty, chapter 4: «Double Mind: Hegel, Symonds, and Homoerotic Spirit in Renaissance Art». Columbia University Press, 2010.
- David Amigoni and Amber K. Regis (ed.) '(Re)Reading John Addington Symonds.' Special Issue of English Studies, 94:2 (2013).
- Amber K. Regis (ed.), The Memoirs of John Addington Symonds: A Critical Edition (2016)